# Uszty-Ordinszkij
Uszty-Ordinszkij (oroszul: Усть-Ордынский, burját nyelven Ордын Адаг) település Kelet-Szibériában, Oroszország Irkutszki területén, az Ehirit-Bulagat járás székhelye. 
Az Uszty-ordinszkiji Burját körzet (2008 előtt: az Uszty-ordinszkiji Burját autonóm körzet) közigazgatási központja.
Lakossága: 14 891 fő (a 2010. évi népszámláláskor).

## Neve
Neve az Orda, Ordinka folyócska nevéből származik, mely itt ömlik a Kudába. A folyó neve a mongol, burját орда szóból származik, melynek jelentése kb. 'település, tábor'. Az orosz usztyje szó jelentése 'torkolat'.
1937-ig a falu burját neve Huzsjr (Хужйр) volt; a név (jelentése 'szik, szikes') a környék talajának magas sótartalmára utalt.

## Elhelyezkedése
Az Irkutszki terület déli részén, Irkutszk területi székhelytől 62 km-re északkeletre, a Kuda (az Angara jobb oldali mellékfolyója) völgyében helyezkedik el. Itt vezet az Irkutszkot és a Felső-Léna völgyét összekötő – Bajandaj járási székhelyt is érintő –  P-418 (R-418) jelű országút. Alsórendű közúttal kapcsolódik az északkeletre fekvő Osza és Bohan járási székhelyekhez is.
Sík vidéken fekszik, melyet keleten és nyugaton dombok határolnak, legmagasabb pontjuk 718 m. A településtől három kilométerre magasodik a burjátok történelmi és kultikus helye, a Bulen-hegy.
Éghajlata szélsőségesen kontinentális. A tél hideg és száraz, a csapadék éves mennyisége 300 mm. A januári középhőmérséklet −22 °C, a júliusi 17 °C.

## Története
A 19. század elejétől postaállomás működött az Ordinka torkolatánál, azt nevezték Uszty-Ordinszkij-nek.
A település 1925-től volt járási székhely. 1937-ben az akkor megalakított Uszty-ordinszkiji Burját-mongol autonóm körzet (később Uszty-ordinszkiji Burját autonóm körzet) közigazgatási központja lett. Ekkor nevét előbb Uszty-Ordára, majd 1941-ben Uszty-Ordinszkijre változtatták, amikor városi jellegű település rangot kapott.